# Grigoris Awksendiu
Grigoris Pieris Awksendiu (gr. Γρηγόρης Πιερής Αυξεντίου; 22 lutego 1928 – 3 marca 1957) – cypryjski partyzant, który walczył przeciwko brytyjskiemu panowaniu na Cyprze; uważany jest za bohatera narodowego. W hierarchii EOKA, był drugim oficerem w zespole generała Jeorjosa Griwasa. Jego kryptonim brzmiał Zidhros (Ζήδρος).

## Życiorys
Awksendiu urodził się w miejscowości Lisi 22 lutego 1928, w rodzinie Pierisa i Antonii Awksendiu. Miał młodszą siostrę, Chrystalę. Uczęszczał  do Szkoły Podstawowej w Lisi i otrzymał wykształcenie średnie w greckim gimnazjum w Famaguście. Według opinii znajomych, był zapalonym sportowcem, zafascynowanym piłką nożną. Był członkiem Anorthosisu Famagusta, jednego z najsilniejszych klubów w tej okolicy.
Wyjechał do Grecji, gdzie nie udało mu się dostać do Greckiej Akademii Wojskowej w Atenach. W grudniu 1949 roku wstąpił do Armii Greckiej jako ochotnik. Od marca do października 1950 roku, studiował w Akademii Oficerów Rezerwy na wyspie Siros. Następnie służył w armii greckiej na granicy grecko-bułgarskiej, jako podporucznik, po czym wrócił na Cypr i przyłączył się do EOKA.
Został zwolniony z szeregów Armii Greckiej w dniu 15 listopada 1953 i wrócił na Cypr, gdzie pomagał ojcu w jego działalności, pracując jako kierowca taksówki. W tym czasie również się zaręczył.
Awksendiu wstąpił do Narodowej Organizacji Cypryjskich Bojowników (EOKA), gdzie wkrótce stał się zastępcą lidera organizacji, Jeorjosa Griwasa. Został mianowany jako regionalny dowódca dzielnicy Famagusta, którą dobrze znał. Jako pierwszy obmyślił plan pozyskania materiałów wybuchowych z dna morza, z płytkich wód u wybrzeży Famagusty. Pociski Armii Brytyjskiej, które pod koniec II Wojny Światowej zostały zrzucone do morza podlegały recyklingowi i uzyskiwano z nich nowe materiały wybuchowe. Awksendiu był bardzo lubiany przez kolegów z partyzantki i szybko został awansowany przez generała Griwasa na dowódcę dzielnicy Kyrenia.
Wiosną 1955 roku przeprowadzał zamachy przeciwko kontrolowanej przez Brytyjczyków Cyprus Broadcasting Corporation i elektrowni w Nikozji. Znany był jako Zidhros (Ζήδρος). Po swoim ataku stał się jedną z najbardziej poszukiwanych przez Brytyjczyków osób. Pierwotnie ogłoszono nagrodę w wysokości 250 funtów za jego aresztowanie, następnie podwyższono ją do £1,000,  i £5,000 funtów za zniszczenie własności brytyjskiej.
Gdy nagroda została ogłoszona, zaczął się ukrywać w Górach Kyreńskich i górach Trodos, gdzie szkolił bojowników EOKA w użyciu broni oraz taktyce wojny partyzanckiej.
W październiku 1955 roku, dzień po przybyciu marszałka Johna Hardinga na Cypr, Awksendiu wtargnął w biały dzień do komisariatu policji w Lefkoniko i zdobył cały arsenał broni, który się tam znajdował.
W grudniu 1955 roku Awksendiu został przeniesiony na rozkaz generała Grivasa do okręgu Trodos, konkretnie do kryjówki we wsi Spilia, co pozwoliło mu wziąć udział w bitwie o Spilię.
3 marca 1957, po tym, jak informator zdradził jego położenie, wojska brytyjskie otoczyły go w pobliżu Klasztoru Machairas niedaleko Lazanias. W tym czasie przebywał wewnątrz schronu wraz z czterema innymi partyzantami. Zdając sobie sprawę, że przeciwnik miał przewagę liczebną, Awksendiu początkowo rozkazał swoim towarzyszom się poddać, ale ostatecznie pozostał, aby walczyć do śmierci. Anglicy kazali mu złożyć broń, ten jednak odpowiedział: molon labe (przyjdź i weź), cytując spartańskiego króla Leonidasa. Wojska brytyjskie, w obawie przed dużymi stratami w walce bezpośredniej, postanowiły oblać jego schron benzyną i spalić Cypryjczyka żywcem. Obawiając się zamieszek, jego ciało pochowano na dziedzińcu Centralnego Więzienia Nikozji, spoczywa ono tam do dzisiaj. Anglicy nikogo nie poinformowali o tej zbrodni, decydując się wyjawić publicznie gazetom w Wielkiej Brytanii, że Awksendiu był już martwy, kiedy spalono jego ciało.